# Schlatters sjukdom
Schlatters sjukdom (även Mb. Schlatter, Morbus Schlatter eller Osgood-Schlatters sjukdom) är en idrottsrelaterad knäsjukdom som leder till smärta, men som brukar gå över med tiden. Orsaken till smärtan är en inflammation under knäskålen. Schlatters sjukdom drabbar oftast sportutövande barn mellan 10 och 16 år. 

## Symtom och prognos
Vid Schlatters sjukdom kan knät svälla upp vid knölen under knäskålen, och göra ont. Smärtan tilltar vid träning och fysisk ansträngning. Smärtstället är lokaliserat till knäts framsida. Sjukdomen uppkommer vanligen bara i ett ben, men i 20–30 % av fallen drabbas båda benen.

## Orsaker och varianter
Sjukdomen uppkommer som en övergående överbelastningsskada hos växande personer som utför repetitiva övningar i sin träning, såsom hoppning, bollsporter eller löpning. När skelettet växer är det mjukare, vilket leder till att tillväxtområdena lättare påverkas av dragningar från senor och muskler.
Sjukdomen förekommer i två varianter beroende på var denna överbelastning sker. Osgood-Schlatter är en variant där sjukdomen uppkommit i utskottet till skenbenet, och Sinding Larsen-Johansson när den uppkommit vid knäskålens nedre kant.